# Carme Escursell i Burch
Carme Escursell i Burch   (Figueres, 1924 - Figueres, 1981) fou una pintora catalana. Filla de Carme Burch Fina i Pere-Juli Escursell Díez, des dels 16 anys va ser alumna de Ramon Reig i es va dedicar a la pintura fins que es va casar cap el 1945, quan va començar a treballar en el negoci familiar de vins i licors. Pintava a l'oli sobre tela i fusta i va destacar per la qualitat pictòrica i temàtica. Es conserva una obra de la plaça de l'Ajuntament de Figueres, des del carrer la Jonquera, mateixa vista compartida per Reig i altres pintors que s'hi van formar al seu taller. Del 1943, també es conserva una natura morta amb dos objectes i llibre sobre una tela decorada amb flors. Del 1944, s'ha conservat l'oli sobre fusta Paisatge Empordanès i el retrat d'una nena amb una mirada de gran duresa.